# Hato Mayor (prowincja)
Hato Mayor – jedna z 32 prowincji Dominikany. Stolicą prowincji jest miasto Hato Mayor del Rey.

## Opis
Prowincja położona na północy Dominikany, zajmuje powierzchnię 1 319 km² i liczy 85 017 mieszkańców 1 grudnia 2010.

## Gminy
| Lp.     | Gmina              | Liczba ludności (2010) | Powierzchnia (km²) |
| ------- | ------------------ | ---------------------- | ------------------ |
| 1       | El Valle           | 7 228                  | 163                |
| 2       | Hato Mayor del Rey | 61 517                 | 644                |
| 3       | Sabana de la Mar   | 16 272                 | 513                |
| Łącznie |                    | 85 017                 | 1 319              |